# Brno-Žabovřesky
Brno-Žabovřesky je městská část severozápadně od centra statutárního města Brna. Je tvořena městskou čtvrtí Žabovřesky (německy Sebrowitz, v hantecu Žabiny), původně samostatnou obcí, která byla k Brnu připojena v roce 1919. Její katastrální území má rozlohu 4,35 km². Samosprávná městská část vznikla 24. listopadu 1990. Žije zde přes 21 000 obyvatel.
Žabovřesky se rozkládají na levém břehu Svratky a mají městský charakter. Na území městské části se nachází dva lesoparky, z nichž Wilsonův les tvoří nejjižnější část Žabovřesk. Naopak lesopark na Palackého vrchu tvoří nejsevernější část čtvrti.
Pro účely senátních voleb je území městské části Brno-Žabovřesky zařazeno do volebního obvodu číslo 60.

## Sousedící městské části
Žabovřesky na jihovýchodě sousedí s městskou částí Brno-střed (s katastrálními územími Pisárky, Stránice a Veveří), na východě a severovýchodě s městskou částí Brno-Královo Pole (s katastrálními územími Královo Pole a Ponava), na severozápadě s městskou částí Brno-Komín, a na jihozápadě s městskou částí Brno-Jundrov (s katastrálním území Jundrov).

## Historický přehled

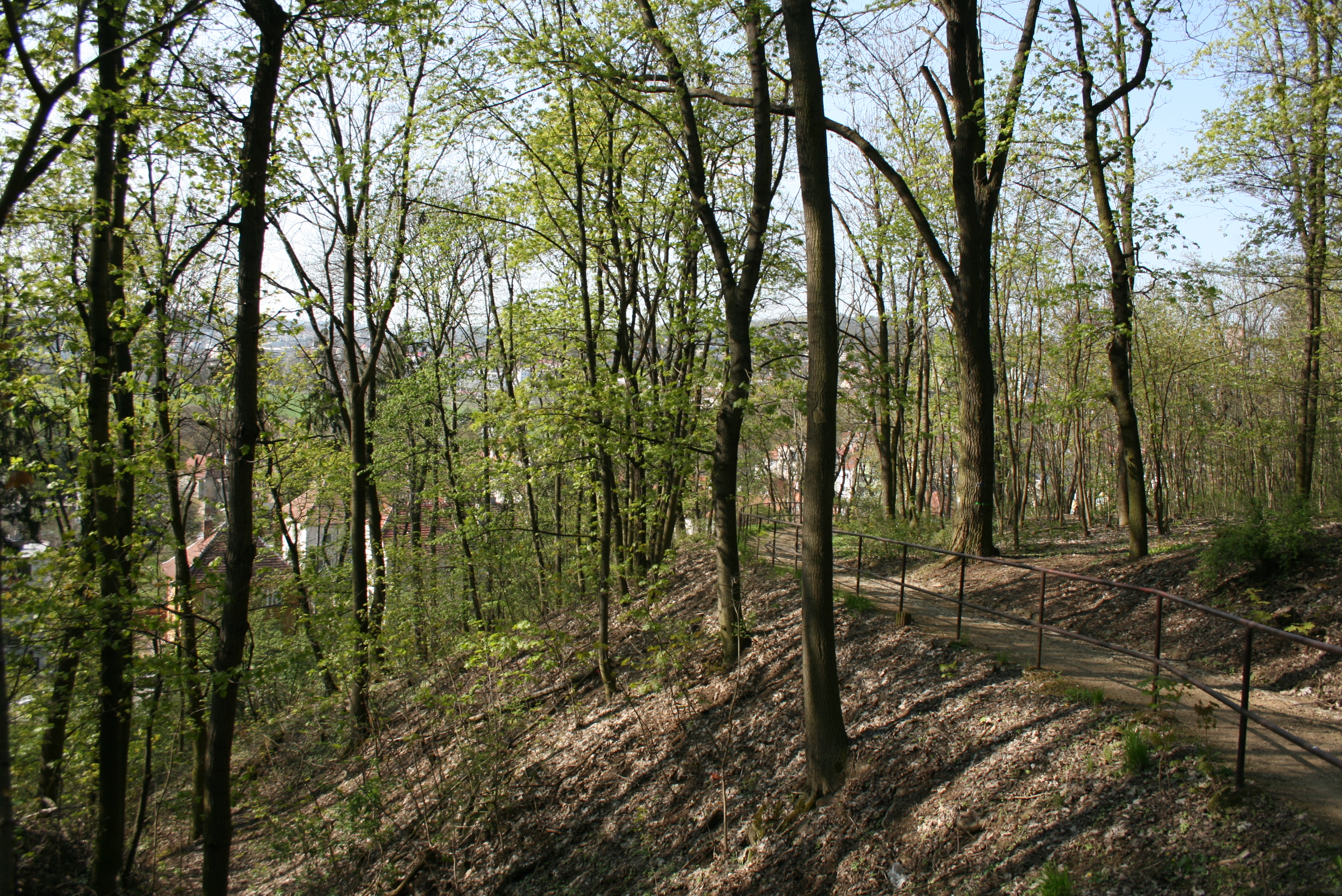
Ve Wilsonově lese

Žabovřesky vznikly už ve středověku a původně se jednalo o velice malou zeměpanskou ves. První písemnou zmínkou se Žabovřesky připomínají v roce 1156, kdy kníže Vladislav II. daroval filiálnímu klášteru třebíčských benediktinů na Luhu (v dnešním Komárově) desátek z polí ve vsi Manicích u Žabovřesk. Kolem roku 1260 se nazývají Břešťany, 1314 Séwerwitz a později Ziabobreski. Před rokem 1314 se Žabovřesky staly šlechtickým majetkem. Na severním okraji původních Žabovřesk existovala ve středověku, pravděpodobně v prostoru dnešní ulice Maničky, malá vesnice Manice, jež byla v 15. století připojena k Žabovřeskám. První písemná zmínka o Manicích pochází již z roku 1092. Roku 1784 vznikla v důsledku raabizace v centrální části katastru Žabovřesk, východně od zástavby původní vsi, osada Vinohrádky (něm. Weinberg), tvořená jednoulicovou zástavbou v prostoru dnešní Horovy ulice. V 19. století pak, v nejjižnější části tehdejšího žabovřeského katastru, vznikla na levém břehu Svratky osada Kamenný Mlýn, jež se roku 1898 stala samostatnou obcí s vlastním katastrálním územím. Před polovinou 19. století začal velice rychlý růst zástavby Žabovřesek a Vinohrádek, která se rozšiřovala především směrem k Brnu.
Roku 1847 byla tehdy ještě nezastavěná jihovýchodní část tehdejšího katastru obce Žabovřesky – s ulicemi Chládkovou, Matzenauerovou, Spojovací, Zborovskou a Žižkovou překatastrována do katastrálního území Křížová, s níž se pak 6. července 1850 stala součástí Brna. Téhož dne se součástí Brna stala i nejvýchodnější část území dnešních Žabovřesk, vymezená na západě linií ulic Veveří a Tábor, jako původní součást tehdejšího katastrálního území Velká Nová Ulice. 16. dubna 1919 pak byl k Brnu připojen zbytek území dnešní městské části, zahrnující kromě většiny území původního katastru dosavadní obce Žabovřesky také severní část katastru dosavadní obce Kamenný Mlýn a malou část původního katastru Jundrova.

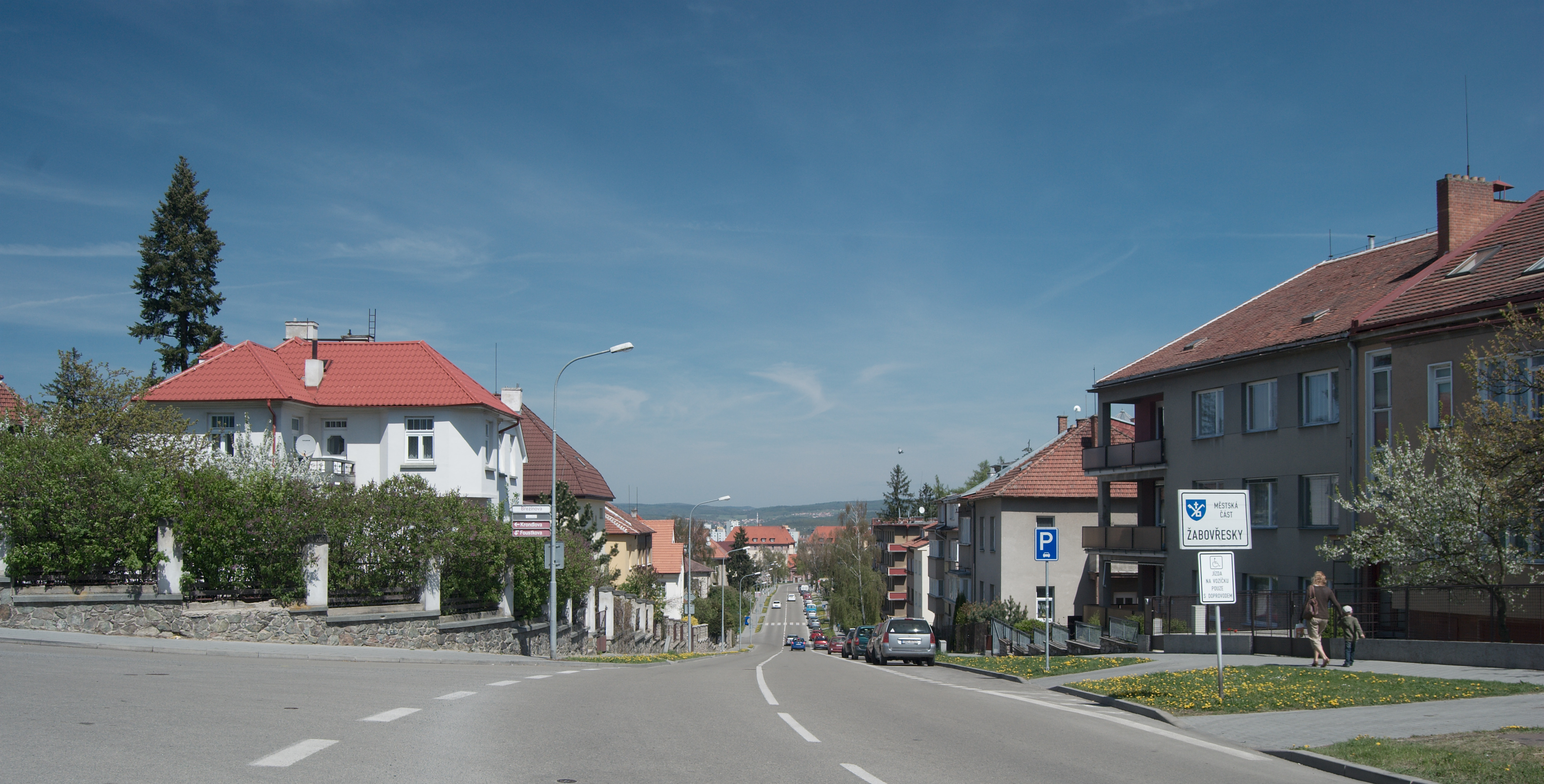
Někdejší „Česká úřednická čtvrť“

Ještě před rokem 1918 začala na východě Žabovřesk v těsném sousedství Wilsonova lesa vznikat zástavba České úřednické čtvrtě jako protiváha Německé úřednické čtvrti na východě sousední Masarykovy čtvrtě. Kolem roku 1922 zde již existovala vilová zástavba ulic Krondlovy, Tichého a Gogolovy. Zástavba této části Žabovřesk postupně s Masarykovou čtvrtí splynula. V letech 1922–1923 byla v sousedství České úřednické čtvrtě postavena významná budova Kaunicových studentských kolejí.
Roku 1927 byl téměř celý katastr Kamenného Mlýna připojen zpět k Žabovřeskám, nepatrná nezastavěná část území na jihu, zasahující do dnešní parcely 882/1, byla naopak připojena ke Starému Brnu a Vídeňce. Zároveň došlo k úpravě hranice s katastrálními územími Jundrov, Komín, Královo Pole, Křížová a Velká Nová Ulice a Červená, při níž Žabovřesky ztratily ve prospěch Křížové část katastru při východní straně Březinovy ulice a pozemky po obou stranách Wurmovy ulice; naopak jim byla vrácena oblast ležící západně od ulice Tábor. Od Králova Pole získaly některé pozemky ležící na západní straně Purkyňovy ulice, jižně od Tyršovy ulice, zatímco Královo Pole získalo od Žabovřesk malé území na rohu Purkyňovy a Dobrovského; od Komína získaly domy na severní straně Štursovy ulice v současném katastru Komína, a od Jundrova pozemky ležící východně od Veslařské ulice na současném katastru Žabovřesek. Roku 1930 přestal být Kamenný Mlýn samostatnou osadou.
Na západní straně Wilsonova lesa pak byla podle návrhu Bohuslava Fuchse roku 1930 postavena funkcionalistická budova dětského domova Dagmar.

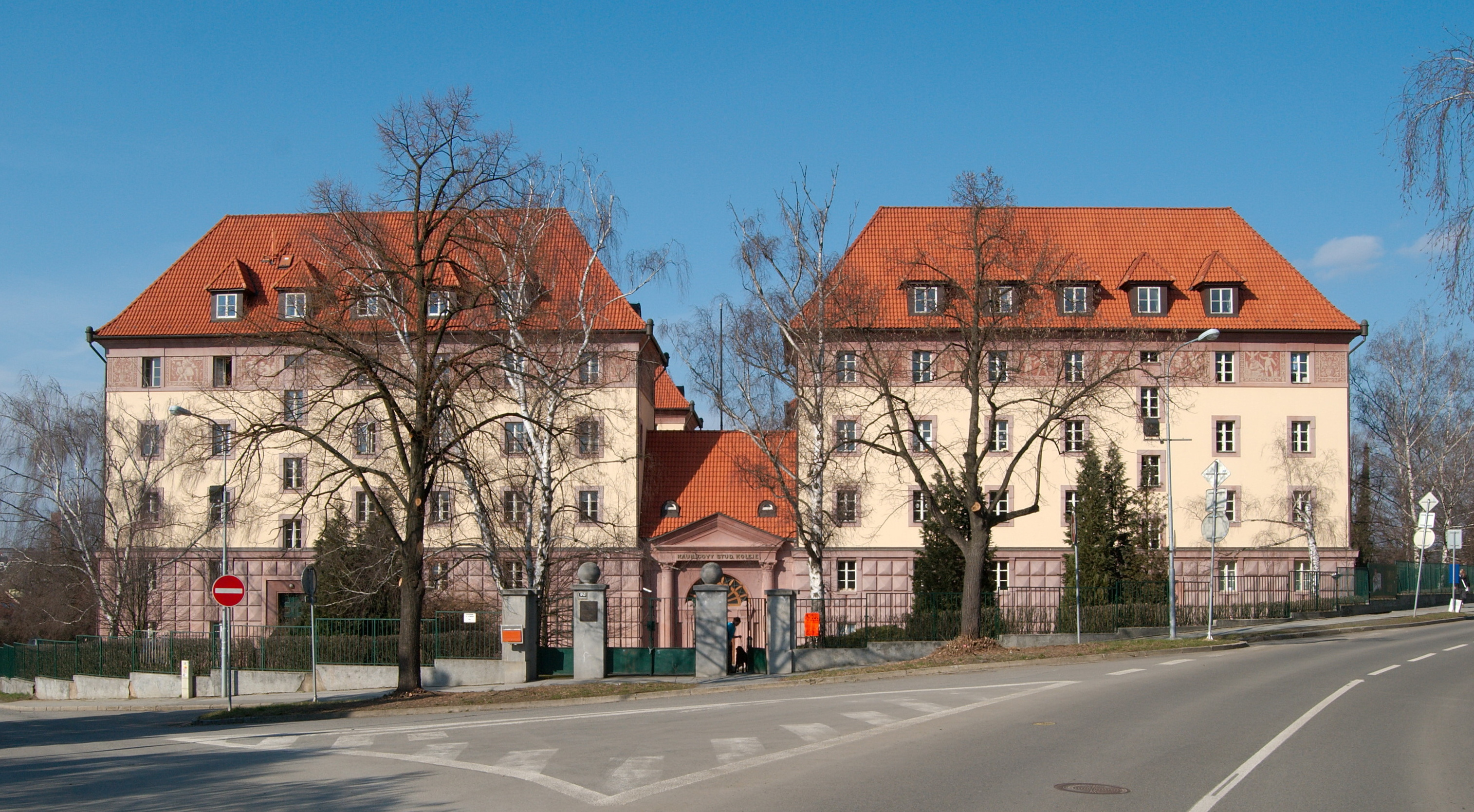
Za války neblaze proslulé Kounicovy studentské koleje

Během druhé světové války byly Kounicovy koleje přeměněny na policejní věznici brněnského gestapa a jeho popraviště, zatímco vojenské baráky na hranicích žabovřeského katastru se staly koncentračním táborem Pod Kaštany.
Po roce 1945 pokračovala především výstavba bytových domů, které postupně vyrůstaly na původně volných prostorech mezi starší zástavbou Žabovřesk a Králova Pole. V letech 1966–1977 bylo postaveno v Žabovřeskách velké panelové sídliště, které dokončilo propojení Žabovřesk se sousední zástavbou Králova Pole. Na svazích Palackého vrchu pak na sídliště navázaly řadové, místy terasové rodinné domky.
Při radikální druhé katastrální reformě Brna, provedené v letech 1966–1969 došlo k podstatně větším změnám hranice katastrálního území Žabovřesky. Žabovřesky při ní ztratily jižní část území (včetně jižní poloviny Kamenného Mlýna), začleněnou do nově vzniklého katastru Pisárky, svoji část Masarykovy čtvrtě začleněnou do nově vytvořeného katastru Stránice, východní část nově začleněnou do Králova Pole, i západní část území s částí Štursovy ulice (včetně domů náležejících do roku 1927 ke Komínu) a některými pozemky současného SOÚ Spojů nově přičleněnou ke Komínu. Žabovřesky pro změnu získaly části zrušených katastrálních území Křížová (de facto se jim však pouze vrátila velká část území, kterou od nich Křížová v minulosti získala, včetně okolí východní strany Březinovy ulice) a Velká Nová Ulice a Červená.
V 70. letech 20. století byla při výstavbě silnice z Pisárek do Komína a Bystrce zcela zlikvidována zástavba Kamenného Mlýna.
K 1. červenci 1979 došlo k další změně žabovřeských hranic, při níž Žabovřesky ve prospěch katastrálního území Ponava ztratily část území náležející do 60. let 20. století ke katastru Velké Nové Ulice a Červené. Jednalo se o území vymezené na západě ulicí Kounicovou, na severu ulicí Tábor, na východě ulicí Chodskou a na jihu ulicí Šumavskou.
Od té doby již k dalším změnám hranice nedošlo a katastrální hranice z roku 1979 se stala 24. listopadu 1990 i hranicí nově vzniklé samosprávné městské části Brno-Žabovřesky.

### Vývoj správní příslušnosti po roce 1945
- 1945–1946 – Žabovřesky v tehdejších katastrálních hranicích tvořily městský obvod Brna s vlastním MNV
- 1947–1949 – území moderní městské části Brno-Žabovřesky bylo rozděleno mezi městské obvody Brno I. (část území náležející tehdy ke katastrům Křížové a Velké Nové Ulice a Červené) a Brno III. (většina území moderní městské části)
- 1949–1954 – území moderní městské části Brno-Žabovřesky bylo rozděleno mezi městské obvody Brno VI. (většina území moderní městské části), Brno II. (menší část území východně od komunikace v ulici Pod Kaštany a jižně od ulice Tábor) a Brno VII. (malá část území východně od komunikace v ulici Hradecká a severně od ulice Tábor).
- 1954–1957 – území moderní městské části Brno-Žabovřesky bylo rozděleno mezi městské obvody Brno VII. (většina území moderní městské části), Brno II. (menší část území východně od komunikace v ulici Pod Kaštany a jižně od ulice Tábor) a Brno V. (malá část území východně od komunikace v ulici Hradecká a severně od ulice Tábor).
- 1957–1990 – celé území moderní městské části náleželo k městskému obvodu Brno II.
- od roku 1990 – moderní samosprávná městská část Brno-Žabovřesky.

## Pamětihodnosti

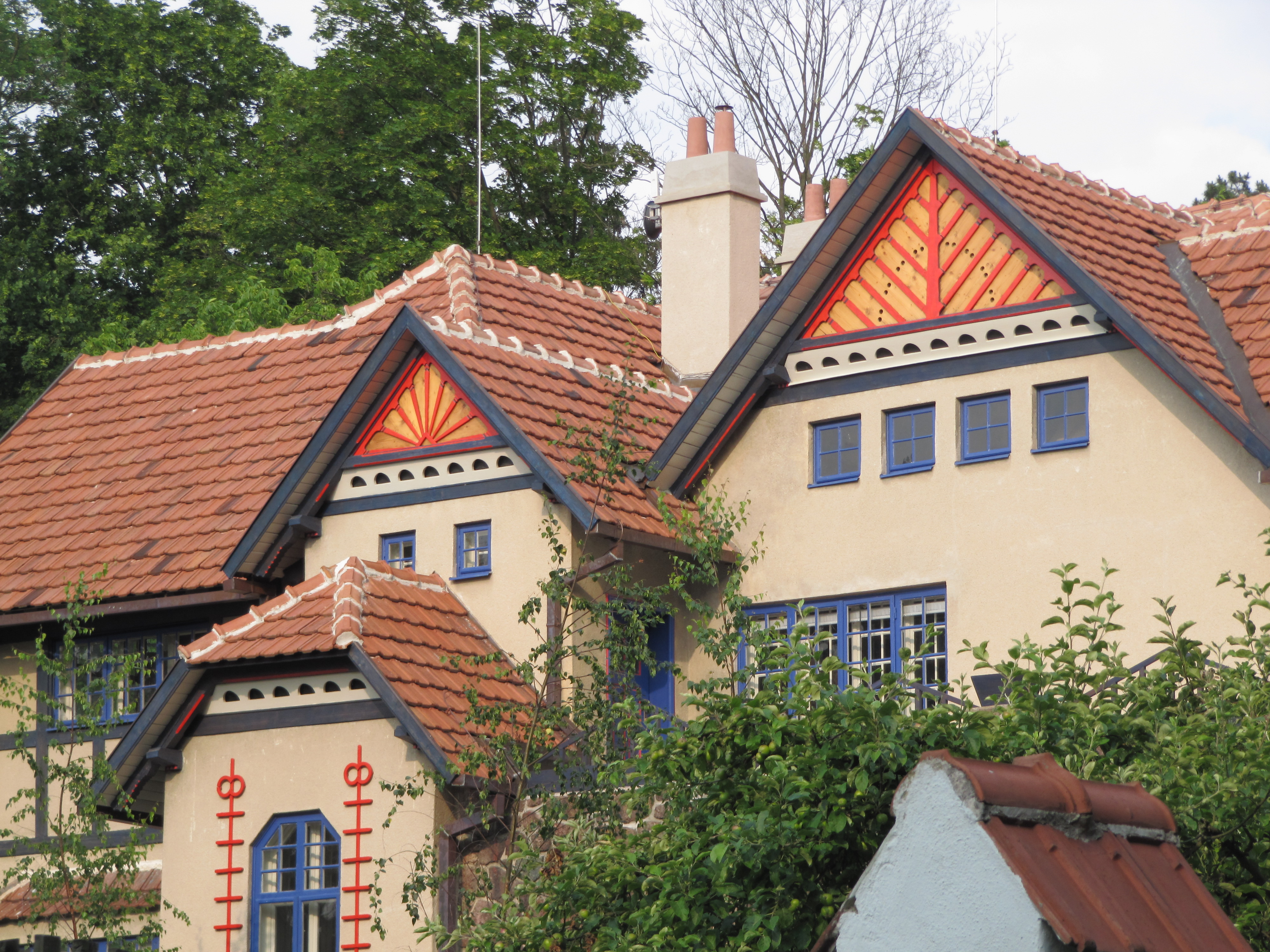
Jurkovičova vila

- Jurkovičova vila – vlastní vila s ateliérem architekta Dušana Samo Jurkoviče z roku 1906, jedna z nejvýznamnějších památek architektonické secese, nemovitá kulturní památka [8]
- Kounicovy koleje – studentské koleje byly zbudovány z iniciativy hraběte dr. Václava Kaunice, za války sídlem gestapa, zdejší věznicí prošlo několik desítek tisíc vězňů a zahynulo zde na 800 vlastenců, v současnosti slouží opět jako studentské koleje VFU
- Dětský domov Dagmar – funkcionalistická budova od Bohuslava Fuchse vznikla z popudu Rudolfa Těsnohlídka, pojmenována podle dánské královny Dagmar, dcery Přemysla Otakara I.
- Kostel Panny Marie Pomocnice křesťanů – moderní salesiánský kostel z 90. let 20. století, nachází se zde Římskokatolická farnost u kostela Panny Marie Pomocnice v Brně-Žabovřeskách
- Kaple svatého Václava – tzv. „kaplička“ z roku 1906 na Burianově náměstí. Nyní náměstí Burianovo slouží k pořádání trhů, slavností a v kapli se konají také pravidelné bohoslužby v úterý večer
- Kolonie Nový dům – kolonie 16 funkcionalistických rodinných domků zbudovaných v roce 1928 v rámci jubilejní výstavy soudobé kultury podle architektů Bohuslava Fuchse, Jaroslava Grunta, Jiřího Krohy, Hugo Foltýna, Miroslava Putny, Jana Víška, Arnošta Wiesnera, Jaroslava Syřiště a Josefa Štěpánka.

## Obyvatelstvo
| Rok  | Obyv. | ± %     |
| ---- | ----- | ------- |
| 1869 | 1 200 | —       |
| 1880 | 1 515 | +26,2 % |
| 1890 | 2 057 | +35,8 % |
| 1900 | 2 632 | +28 %   |
| 1910 | 4 510 | +71,4 % |

| Rok  | Obyv.  | ± %     |
| ---- | ------ | ------- |
| 1921 | 5 862  | +30 %   |
| 1930 | 11 253 | +92 %   |
| 1950 | 14 066 | +25 %   |
| 1961 | 17 000 | +20,9 % |
| 1970 | 24 086 | +41,7 % |

| Rok  | Obyv.  | ± %     |
| ---- | ------ | ------- |
| 1980 | 28 208 | +17,1 % |
| 1991 | 24 069 | −14,7 % |
| 2001 | 22 280 | −7,4 %  |
| 2011 | 21 047 | −5,5 %  |
| 2021 | 21 262 | +1 %    |

## Školství
V městské části působí čtyři základní školy (náměstí Svornosti, Jana Babáka, Sirotkova a waldorfská ZŠ a MŠ Plovdivská) a pět mateřských škol.

## Doprava
Veřejné dopravní spojení s ostatními částmi Brna zajišťuje Dopravní podnik města Brna prostřednictvím tramvajových linek 1 (jiho-západně z Pisárek do Komína), 3 a 10 (východo-západně z Veveří do Komína), trolejbusových linek 30, 34 a 36 (v severní části území), autobusových linek 44, 67 a 84 (obsluhují sever MČ – ul. Královopolská), 72 (obsluha severní části MČ Palackého vrchu), 68 (oblast u Kounicových kolejí) a nočních autobusových linek N89, N92 a N93.
Území městské části protíná severo-jižně část městského okruhu, a to ulicí Žabovřeskou od brněnského výstaviště v Pisárkách po křižovatku s ulicí Hradeckou v Králově Poli.